# 30 Rock
30 Rock ist eine US-amerikanische Single-Camera-Sitcom, deren 138 Folgen vom 11. Oktober 2006 bis zum 31. Januar 2013 von NBC ausgestrahlt wurden. Sie spielt hinter den Kulissen einer Sketchshow aus dem titelgebenden New Yorker Wolkenkratzer, dem realen Sitz des Senders. Chefautorin und Hauptdarstellerin Tina Fey verarbeitet darin ihre Zeit beim legendären Saturday Night Live. Die vielfach ausgezeichnete Serie erreichte nur mäßige Zuschauerzahlen, wird aber zu den innovativsten Vertretern ihres Genres gezählt: Die temporeiche Handlung wird mit ungewöhnlich vielen visuellen Gags erzählt und immer wieder von eigenständigen Nebenhandlungen unterbrochen. 30 Rock nimmt durchgehend Bezug auf tatsächliche Firmen – zum Beispiel den Sender NBC oder General Electric – und Prominente, die sich dann meist selbst spielten.

## Figuren

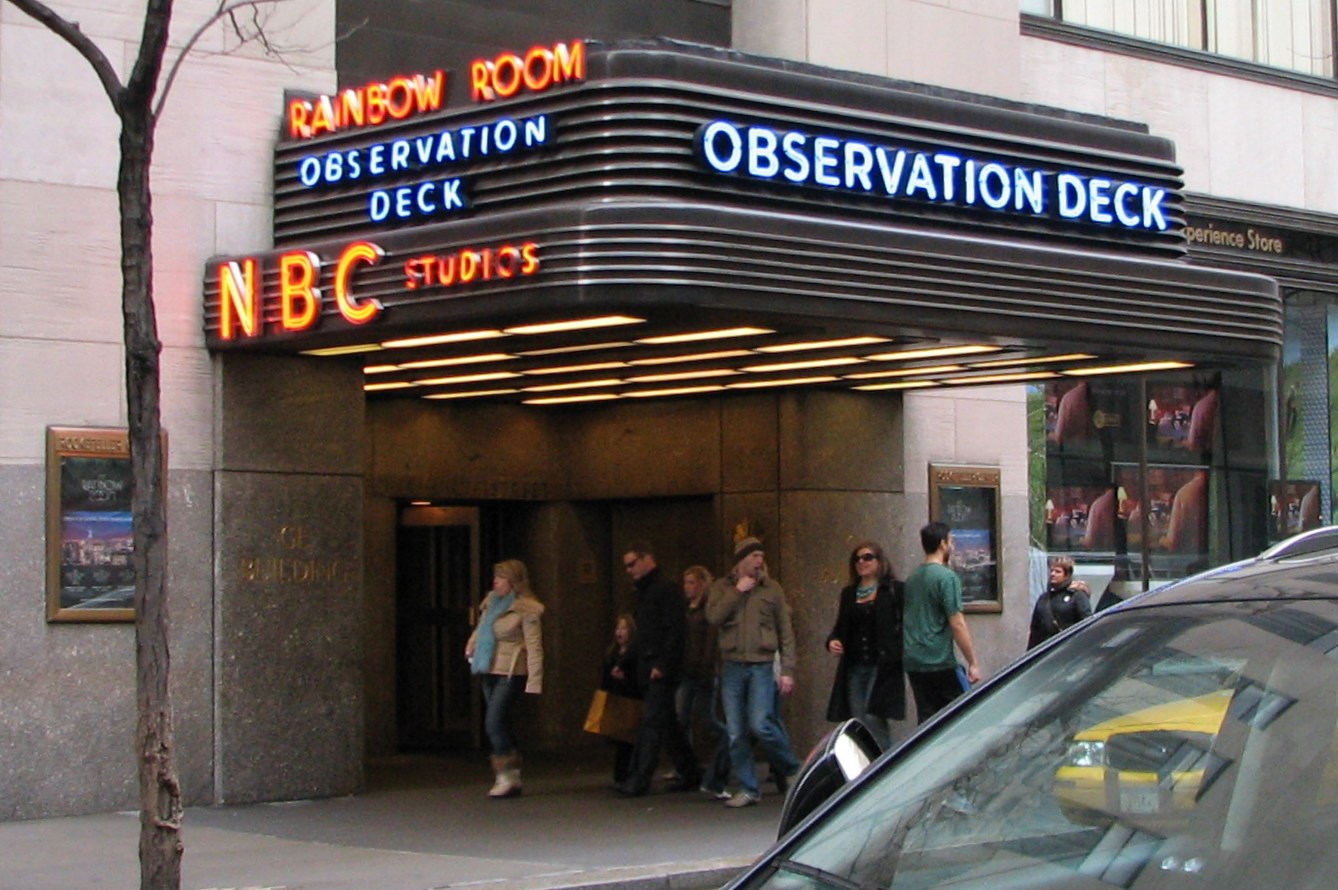
Eingang von 30 Rock

Elizabeth „Liz“ Lemon
Liz ist die Chefautorin von TGS. Privat muss die Mittdreißigerin ihr Single-Leben in New York bewältigen, während ihr neuer Vorgesetzter Jack sie beruflich immer wieder vor neue Herausforderungen stellt. In den ersten Staffeln hat sie eine On-Off-Beziehung mit Dennis Duffy.
Tracy Jordan
Tracy stößt neu zur Girlie Show. Die Rolle basiert in überzeichneter Form auf dem Leben ihres Darstellers Tracy Morgan. Tracy ist häufig aufgedreht und schafft es selten, sich an Regeln zu halten. Er ist verheiratet und hat zwei Söhne und eine Tochter.
Jenna Maroney
Jenna war der ursprüngliche Star der Girlie Show und ist beste Freundin von Liz. Seit Jack die Show zu TGS mit Tracy Jordan umgebaut hat, fühlt sich die eitle Schauspielerin gegenüber Tracy zurückgesetzt und vernachlässigt.
Kenneth Parcell
Kenneth ist Page im GE Building. Er liebt seinen Job und erledigt alle Aufgaben sofort, die ihm gestellt werden, egal von welcher Wichtigkeit sie sind. Kenneth verhält sich manchmal naiv und regt sich gerne über die Missetaten seiner Kollegen auf. In Staffel sechs wird er kurzzeitig versetzt, seinen Posten übernimmt währenddessen Hazel Wassername.
Pete Hornberger
Pete ist der Produzent von TGS. Wenn Liz sich eine verrückte Idee in den Kopf gesetzt hat, ist meistens er es, der versucht, sie davon abzubringen. In der zweiten Staffel wohnt er bei Liz.
Frank Rossitano
Frank ist Mitglied im Autorenteam von TGS. Sein besonderes Markenzeichen sind seine ständig wechselnden Baseballcaps mit witzigen Sprüchen.
Jack Donaghy
Jack wird zu Beginn Liz’ neuer Vorgesetzter. Als erste Amtshandlung engagiert er den extrovertierten Filmstar Tracy Jordan für die Girlie Show, die er in TGS with Tracy Jordan umbenennt. Trotz anfänglicher Schwierigkeiten kann er schnell ein Vertrauensverhältnis zu Liz aufbauen. Jack hat seine eigene Art, mit Menschen umzugehen, und ist häufig unangenehm ehrlich.
Cerie Xerox
Cerie ist Liz’ Assistentin. Sie ist noch sehr jung und zieht häufig die Blicke der Männer auf sich. Cerie verlobt sich bereits in der ersten Staffel mit Aris, den der Zuschauer allerdings nie zu Gesicht bekommt. Sie heiraten am Ende der vierten Staffel. Viele Gags entstehen dadurch, dass Cerie durch ihre Äußerungen über ältere Menschen Liz indirekt beleidigt.
James „Toofer“ Spurlock
Toofer ist ein weiteres Mitglied des Autorenteams. Er ist mit Frank befreundet. Da er schwarz ist, kommt er besonders in der ersten Staffel schlecht mit Tracy zurecht, weil er glaubt, dass dieser das Bild des Schwarzen in ein schlechtes Licht rücken würde.
Josh Girard
Josh ist ein weiterer Autor und Co-Darsteller. Josh ist nicht sonderlich intelligent und verhält sich häufig wie ein Kind.
J.D. Lutz
Lutz ist ein weiterer Autor. Er ist übergewichtig und macht sich durch einige beleidigende Äußerungen schnell unbeliebt. Dies führt dazu, dass Frank und Toofer ihm häufig Streiche spielen.
Grizz Grisworld und Walter „Dot Com“ Slattery
Dot Com und Grizz sind Tracys „persönliche Assistenten“ und besten Freunde, die immer in seiner Nähe zu finden sind, und alles für ihn tun, um ihn gut dastehen zu lassen.
Jonathan
Jonathan ist Jacks Sekretär, der immer eine Freisprecheinrichtung im Ohr hat. Er arbeitet sehr hart, um Jack, den er sehr verehrt, alles Recht zu machen.
Jack „Danny“ Baker
Danny ist das neueste Mitglied im Darstellerteam. Jack gab ihm den Spitznamen Danny, damit sie niemand verwechselt.
Dennis Duffyist Liz’ kurzzeitiger Freund, der immer wieder vorkommt.
Dr. Leo Spacemanist Jacks Arzt, der nur wenig über Medizin weiß, aber jede Krankheit behandelt, und der seine Patienten oft wegen ihrer Krankheiten auslacht.
Hazel Wassername (ab Staffel 6)ersetzt Kenneth als NBC-Pagen, als er versetzt wird.
Devon Banksist der schwule Widersacher Jacks im Kampf um den Posten als CEO von General Electric.

## Besetzung und Synchronisation
Die deutschsprachige Synchronisation erstellte die Berliner Synchron nach den Dialogbüchern und unter der Dialogregie von Marius Clarén.

### Hauptdarsteller
| Darsteller        | Figur                     | Hauptrolle (Staffel) | Nebenrolle (Staffel) | Synchronsprecher     |
| ----------------- | ------------------------- | -------------------- | -------------------- | -------------------- |
| Tina Fey          | Liz Lemon                 | 1–7                  |                      | Sabine Arnhold       |
| Tracy Morgan      | Tracy Jordan              | 1–7                  |                      | Florian Halm         |
| Jane Krakowski    | Jenna Maroney             | 1–7                  |                      | Ina Gerlach          |
| Jack McBrayer     | Kenneth Parcell           | 1–7                  |                      | Kim Hasper           |
| Scott Adsit       | Pete Hornberger           | 1–7                  |                      | Michael Iwannek      |
| Judah Friedlander | Frank Rossitano           | 1–7                  |                      | David Nathan         |
| Alec Baldwin      | Jack Donaghy              | 1–7                  |                      | Klaus-Dieter Klebsch |
| Katrina Bowden    | Cerie Xerox               | 2–7                  | 1                    | Anne Helm            |
| Keith Powell      | James „Toofer“ Spurlock   | 2–7                  | 1                    | Marcel Collé         |
| Lonny Ross        | Josh Girard               | 2–4                  | 1                    | Marius Clarén        |
| Grizz Chapman     | Grizz Grisworld           | 3–7                  | 1–2                  | Tilo Schmitz         |
| Kevin Brown       | Walter „Dot Com“ Slattery | 3–7                  | 1–2                  | Tobias Kluckert      |
| Maulik Pancholy   | Jonathan                  | 3–7                  | 1–2                  | Timmo Niesner        |
| John Lutz         | J.D. Lutz                 | 4–7                  | 1–3                  | Christian Gaul       |
| Cheyenne Jackson  | Danny Baker               | 4–7                  |                      | Robin Kahnmeyer      |

### Nebendarsteller
| Darsteller                               | Figur                      | Auftritte (Staffel) | Synchronsprecher                                                                       |
| ---------------------------------------- | -------------------------- | ------------------- | -------------------------------------------------------------------------------------- |
| Dean Winters                             | Dennis Duffy               | 1–7                 | Dennis Schmidt-Foß                                                                     |
| Chris Parnell                            | Dr. Leo Spaceman           | 1–7                 | Torsten Michaelis                                                                      |
| Will Arnett                              | Devon Banks                | 1–7                 | Sascha Rotermund                                                                       |
| Rachel Dratch                            | Greta Johansen             | 1, 5                | Christin Marquitan                                                                     |
| Rip Torn                                 | Don Geiss                  | 1–3                 | Klaus Sonnenschein                                                                     |
| Sue Galloway                             | Sue LaRoche-Van der Hout   | 1, 3–7              |                                                                                        |
| Paul Scheer                              | Donny Lawson               | 2                   | Nicola Devico Mamone                                                                   |
| Elaine Stritch                           | Colleen Donaghy            | 1–7                 | Barbara Ratthey (Folgen 1–42) Gisela Fritsch (Folgen 43–119) Beate Gerlach (Folge 133) |
| Jason Sudeikis                           | Floyd DeBarber             | 1–2, 4              | Norman Matt                                                                            |
| Sharon Wilkins (Folge 4) Sherri Shepherd | Angie Jordan               | 1–7                 | Anke Reitzenstein                                                                      |
| Edie Falco                               | Celeste „C. C.“ Cunningham | 2                   | Katarina Tomaschewsky                                                                  |
| Paula Pell                               | Paula Hornberger           | 2–4                 | Kerstin Sanders-Dornseif                                                               |
| Anita Gillette                           | Margaret Lemon             | 2, 4                |                                                                                        |
| Buck Henry                               | Dick Lemon                 | 2, 5                | Hasso Zorn                                                                             |
| Bobb’e J. Thompson                       | Tracy Jr.                  | 3–4                 | Lukas Schust                                                                           |
| Jan Hooks                                | Verna Maroney              | 4                   | Marianne Groß                                                                          |
| John Anderson                            | Astronaut Mike Dexter      | 4                   |                                                                                        |
| Matthew Benjamin Washington              | Donald                     | 3–5                 | Jan-David Rönfeldt                                                                     |
| James Rebhorn                            | Dr. Kaplan                 | 4                   | Eberhard Prüter                                                                        |

### Gaststars
In der Serie treten zahlreiche Gaststars auf, darunter Fernsehpersönlichkeiten wie Conan O’Brien, Tucker Carlson, Jimmy Fallon, Al Roker oder Oprah Winfrey. Zu den Gästen gehörten auch Ghostface Killah, Jerry Seinfeld, John McEnroe, David Schwimmer, Carrie Fisher, Jennifer Aniston, Steve Martin, Adam West, Larry King, Matt Damon, Buzz Aldrin und Bryan Cranston. Es folgt eine Auswahl wiederkehrender Auftritte, weitere Gaststars finden sich in der Episodenliste:
- Whoopi Goldberg als sie selbst (Folgen 1.10, 4.07)
- Isabella Rossellini als Jacks Exfrau Bianca Donaghy (Folgen 1.12–1.13)
- Emily Mortimer als Auktionatorin im Rockefeller Center Phoebe (Folgen 1.19–21)
- Steve Buscemi als Privatdetektiv Lenny Wosniak (Folgen 2.03, 3.20, 4.01)
- Al Gore als er selbst (Folge 2.05 und Folge 4.06)
- Salma Hayek als puerto-ricanische Krankenschwester Elisa Pedrera (Folgen 3.07–08/10–12/19)
- Jon Hamm als Liz’ Nachbar Drew (Folgen 3.10–11/15, 4.13/21)
- Alan Alda Als Jacks Leiblicher Vater Milton Greene (Folgen 3.21–22)
- Julianne Moore als Jacks alte Schulfreundin Nancy Donovan  (Folgen 4.08/11/17/21–22)
- Elizabeth Banks als Finanzberaterin bei CNBC Avery Jessup (Folge 4.13/14/17/19/21/22)
- Michael Sheen als Mann der Zukunft Wesley Snipes (Folgen 4.14–15/21–22)
- Will Ferrell als Shane Hunter (Folgen 4.17/20)

## Veröffentlichung
Zwischen 2006 und 2013 entstanden sieben Staffeln mit insgesamt 138 Episoden von jeweils etwa 21 Minuten Länge.
| # | Folgen | Vereinigte Staaten | Vereinigte Staaten | Vereinigte Staaten | US-Zuschauer | US-Zuschauer | Deutschland   | Deutschland   | Deutschland   |
| # | Folgen | Premiere           | Finale             | DVD                | Rang         | ∅            | Premiere      | Finale        | DVD           |
| - | ------ | ------------------ | ------------------ | ------------------ | ------------ | ------------ | ------------- | ------------- | ------------- |
| 1 | 21     | 11. Okt. 2006      | 26. Apr. 2007      | 4. Sep. 2007       | 102          | 5,8 Mio.     | 1. Feb. 2009  | 12. Apr. 2009 | 14. Mai 2009  |
| 2 | 15     | 4. Okt. 2007       | 8. Mai 2008        | 7. Okt. 2008       | 94           | 6,4 Mio.     | 12. Apr. 2009 | 31. Mai 2009  | 25. Feb. 2010 |
| 3 | 22     | 30. Okt. 2008      | 14. Mai 2009       | 22. Sep. 2009      | 69           | 7,5 Mio.     | 7. März 2010  | 16. Mai 2010  | 3. März 2011  |
| 4 | 22     | 15. Okt. 2009      | 20. Mai 2010       | 21. Sep. 2010      | 86           | 5,9 Mio.     | 26. Dez. 2010 | 6. März 2011  | 16. Feb. 2012 |
| 5 | 23     | 23. Sep. 2010      | 5. Mai 2011        | 29. Nov. 2011      | 106          | 5,3 Mio.     | 1. Okt. 2011  | 4. Feb. 2012  | 11. Apr. 2013 |
| 6 | 22     | 12. Jan. 2012      | 17. Mai 2012       | 11. Sep. 2012      | 130          | 4,6 Mio.     | 27. Aug. 2013 | 12. Feb. 2014 | 27. März 2014 |
| 7 | 13     | 4. Okt. 2012       | 31. Jan. 2013      | 7. Mai 2013        | 99           | 4,6 Mio.     | 20. Aug. 2015 | 21. Aug. 2015 | 19. Feb. 2015 |

Mittwochs um 20 Uhr erreichten die ersten Folgen keine überzeugenden Einschaltquoten, weshalb NBC die Serie auf 21:30 Uhr am Donnerstag verlegte. Trotz weiterhin mäßiger Zuschauerzahlen wurde im April 2007 eine zweite Staffel bestellt. Im Herbst 2008 führte die Sarah-Palin-Imitation von Tina Fey zu erheblich höheren Einschaltquoten der dritten Staffel, sodass die Serie bereits frühzeitig im Januar 2009 verlängert wurde. Die Folgen 84 Live Show und 122 Die letzte Liveshow wurden vor Publikum aufgenommen und live ausgestrahlt. Aufgrund verschiedener Zeitzonen gibt es je eine Fassung für die US-Ostküste sowie eine für die US-Westküste.
Die Deutschlandpremiere war beim Bezahlsender TNT Serie, im Anschluss zeigte der frei empfangbare Schweizer SF zwei 30 Rock im Zweikanalton. Die Serie war Teil des Sendestarts von ZDFneo am 1. November 2009, aber wurde dort von weniger als 5.000 Personen verfolgt und lag damit unterhalb der Messbarkeitsgrenze. Dieses schlechte Abschneiden sorgte in den amerikanischen Medien für Aufmerksamkeit. In Österreich startete die Serie am 14. September 2010 auf Puls 4 dienstags in Doppelfolgen. Sie liegt vollständig auf DVD vor.

## Kritik und Auszeichnungen
Im Gegensatz zu den Quoten waren die Kritiken überwiegend positiv. Tom Shales von der Washington Post beschrieb die Serie etwa als „erfrischend aufgeweckt, süß und […] lustig“, Baldwins Darbietung sei „prächtig“. Tim Goodman vom San Francisco Chronicle hielt 30 Rock für die lustigste Sitcom der neuen Season. New York Daily News, LA Weekly, New York Times
Bei der Primetime-Emmy-Verleihung 2007 wurde 30 Rock als beste Comedyserie des Jahres ausgezeichnet. Elaine Stritch wurde für ihren Gastauftritt ein Creative Arts Emmy verliehen. Baldwin gewann für seine Rolle außerdem 2007 einen Golden Globe Award, und ein Jahr später ging auch ein Golden Globe an Tina Fey. In die Primetime-Emmy-Verleihung 2008 ging 30 Rock mit insgesamt 17 Nominierungen, woraus vier Auszeichnungen in den Hauptkategorien Comedyserie, Hauptdarstellerin (Tina Fey), Hauptdarsteller (Alec Baldwin) und Drehbuch (Tina Fey für die Episode „Cooter“), sowie eine Auszeichnung in der Kategorie Gastdarsteller (Tim Conway für seine Rolle als Bucky Bright) resultierten.
2009 wurde die Serie mit drei Golden Globe Awards ausgezeichnet, in den Kategorien Beste Serie – Komödie oder Musical, Bester Serien-Hauptdarsteller – Komödie oder Musical (für Alec Baldwin) und Beste Serien-Hauptdarstellerin – Komödie oder Musical für Tina Fey. Im selben Jahr wurde 30 Rock mit dem Emmy als beste Comedyserie und dem Preis den besten Comedy-Hauptdarsteller (Alec Baldwin) ausgezeichnet. Es folgen die wichtigsten Preisverleihungen bis Jahrgang 2010, Preisträger sind hervorgehoben:
Primetime Emmy Award – 65 Nominierungen, davon 14 Auszeichnungen
- Beste Comedyserie (2007, 2008, 2009, 2010)
- Beste Gastdarstellerin in einer Comedyserie: Elaine Stritch (2007, 2008, 2009 für Christmas Special, 2010 für The Moms), Edie Falco (2008), Carrie Fisher (2008), Jennifer Aniston (2009 für The One with the Cast of „Night Court“)
- Bestes Casting für eine Comedyserie: Jennifer McNamara (2007, 2008, 2009, 2010)
- Beste Regie einer Comedyserie: Scott Ellis (2007 für The Breakup), Michael Engler (2008 für Rosemary’’s Baby), Todd Holland (2009 für Generalissimo), Beth McCarthy-Miller (2009 für Reunion), Millicent Shelton (2009 für Apollo, Apollo), Don Scardino (2010 für I Do Do)
- Bester Hauptdarsteller in einer Comedyserie: Alec Baldwin (2007, 2008, 2009, 2010)
- Beste Hauptdarstellerin in einer Comedyserie: Tina Fey (2007, 2008, 2009, 2010)
- Beste Vorspann-Musik: Jeff Richmond (2007 für Hard Ball)
- Bester Sound-Mix in einer halbstündigen Comedyserie: Griffin Richardson & Tony Pipitone & Bill Marino (2007 für Corporate Crush, 2008 für Episode 210, 2010 für Argus), Griffin Richardson & Tony Pipitone (2009 für Kidney Now!)
- Bestes Drehbuch für eine Comedyserie: Robert Carlock (2007 für Jack-Tor, 2009 für Apollo, Apollo), Tina Fey (2007 für Tracy Does Conan, 2008 für Cooter), Jack Burditt (2008 für Rosemary’s Baby), Matt Hubbard (2009 für Reunion, 2010 für Anna Howard Shaw Day), Jack Burditt & Robert Carlock (2009 für Kidney Now!), Ron Weiner (2009 für Mamma Mia), Tina Fey & Kay Cannon (2010 für Lee Marvin vs. Derek Jeter)
- Bester Gastdarsteller in einer Comedyserie: Tim Conway (2008), Will Arnett (2008, 2010 für Into the Crevasse), Steve Buscemi (2008), Rip Torn (2008), Alan Alda (2009 für Mamma Mia), Jon Hamm (2009 für The Bubble, 2010 für Emmanuelle Goes to Dinosaur Land), Steve Martin (2009 für Gavin Volure)
- Beste Kameraführung in einer halbstündigen Serie: Vanja Černjul (2008 für Rosemary’s Baby), Matthew Clark (2009 für Apollo, Apollo, 2010 für Season Four)
- Bester Schnitt für eine Comedyserie: Ken Eluto (2008 für Cooter,  2009 für Apollo, Apollo, 2010 für Dealbreakers Talk Show Number 0001)
- Beste Special Class – Short-Format Live-Action Entertainment Programme: 30 Rock’s Kenneth the Web Page (2008, 2009)
- Beste Kreative Leistung in Interactive Media – Fiktion: The 30 Rock Digital Experience (2009)
- Bester Nebendarsteller in einer Comedyserie: Jack McBrayer (2009), Tracy Morgan (2009)
- Beste Nebendarstellerin in einer Comedyserie: Jane Krakowski (2009, 2010)
- Beste Kostüme in einer Serie (2010 für I Do Do)

Golden Globe Award – 14 Nominierungen, davon 6 Auszeichnungen
- Bester Serien-Hauptdarsteller – Komödie oder Musical: Alec Baldwin (2007, 2008, 2009, 2010, 2011)
- Beste Serie – Komödie oder Musical (2007, 2008, 2009, 2010, 2011)
- Beste Serien-Hauptdarstellerin – Komödie oder Musical: Tina Fey (2008, 2009, 2010, 2011)

Screen Actors Guild Award – 13 Nominierungen, davon 8 Auszeichnungen
- Bester Darsteller in einer Comedyserie: Alec Baldwin (2007, 2008, 2009, 2010, 2011)
- Beste Darstellerin in einer Comedyserie: Tina Fey (2008, 2009, 2010, 2011)
- Bestes Schauspielensemble in einer Comedyserie (2008, 2009, 2010, 2011)

People’s Choice Award – 1 Nominierung
- Beste neue Fernsehserie – Comedy (2007)